# 晓塘乡
晓塘乡是中华人民共和国浙江省宁波市象山县下辖的一个乡镇级行政单位。

## 行政区划
晓塘乡下辖以下地区：
岭头村、支坑村、黄埠村、后岭村、鹤洋村、做布厂村、中岙村、中央堍村、利民村、新厂村、晓塘村、励家坪村、双连峙村、西边塘村、美礁碶村、青山头村、胡家峙村、月楼村和东浦村。